# 이정윤 (1988년)
이정윤(1988년 12월 25일~)은 대한민국의 배우이자 모델이었다.
1988년 12월 25일 대한민국 서울특별시에서 태어났다. 1991년 6월에 CF 광고 모델로 처음 데뷔하였으며, 1993년 MBC 드라마 《나는 천사가 아니다》를 통하여 아역 배우로 정식 데뷔한 이후, 1993년 KBS 드라마 《당신이 그리워질 때》와 1994년 영화 《말미잘》과 1996년 SBS 드라마 《도시남녀》로 각각의 일약 스타덤을 탔으며, 1998년 SBS 《은실이》에서 은실의 같은반 친구 역할을 맡았다. 2000년 SBS 창사9주년 특집 기념 드라마 《덕이》에서 귀진 아역을 맡았다.
2008년 10월 이후부터 오스트레일리아의 수도 캔버라로 이민하면서 그때부터 배우와 모델에서 모두 은퇴하였다.

## 출연

### 방송

#### 드라마
- 1993년 MBC 《나는 천사가 아니다》
- 1993년 KBS 1TV 《당신이 그리워질때》
- 1994년 SBS 《행복하고 싶어요》
- 1995년 KBS 2TV 《장녹수》
- 1995년 KBS 2TV 《내 사랑 유미》
- 1995년 KBS 1TV 《바람은 불어도》
- 1995년 KBS 2TV 단막극《드라마게임 - 동화 속에 갇힌 아이》... 오원희 역
- 1996년 KBS 2TV 《파파》 - 최새별 역
- 1996년 SBS 《도시남녀》
- 1996년 KBS 1TV 《사랑할때까지》 - 오유리 역
- 1996년 SBS 《형제의 강》 - 박소희 역
- 1997년 SBS 《꿈의 궁전》 - 이묘진 역
- 1998년 MBC 《대왕의 길》 - 화완옹주 (이용완) 역 (김지연 아역)
- 1998년 KBS 1TV 《왕과 비》 - 삼월이 역
- 1998년 SBS 《은실이》 - 김유정 역
- 1999년 KBS 2TV 《누룽지 선생과 감자 일곱개》 - 양행순 역
- 1999년 KBS 2TV 《만남》
- 2000년 SBS 《덕이》 - 정귀진 어린 시절 역 (강성연 아역)
- 2000년 KBS 1TV 《약속》 - 서은수 어린 시절 역 (설수진 아역)
- 2001년 MBC 《MBC 베스트극장 - 사랑하는 혜수 언니》
- 2002년 MBC 《고백》

#### 시트콤
- 1996년 MBC 《남자 셋 여자 셋》
- 1998년 MBC 《여자 대 여자》

#### 교양
- 1998년 KBS 2TV 《엄마와 함께 동화나라로》
- 2002년 EBS 1TV 《TV로 보는 원작동화 - 가장 아름다웠던 여름》 - 미수 역

#### 예능
- 2000년 SBS 《기쁜우리 토요일》
- 2001년 경인방송 《3일간의 사랑》

### 영화
- 1995년 《말미잘》 - 짱아 역
- 1995년 《총잡이》 - 지연 역
- 1997년 《박대박》 - 아름 역
- 1999년 《내 마음의 풍금》 - 남덕우 역

### 광고
- 1996년 현대해상화재보험
- 1997년 동국제약 복합 마데카솔
- 1997년 나드리화장품 사이버 21
- 1997년 롯데햄 베이컨 스테이크
- 1998년 손오공 세일러문

## 수상
- 2000년 SBS 연기대상 아역상 《덕이》